# آق‌شهر
آق‌شهر (به ترکی استانبولی: Akşehir) شهری است در کشور ترکیه که در استان قونیه واقع شده‌است. جمعیت این شهر بر اساس سرشماری سال ۲۰۰۸ میلادی ۶۰٬۷۶۵ نفر و بر اساس برآوردهای سال ۲۰۰۹ میلادی ۵۸٬۰۵۸ نفر می‌باشد.